# Frederick Norman
Frederick Norman OBE genannt Bimbo Norman, (* 10. November 1897 in London-Fulham; † 8. Dezember 1968) war ein britischer Hochschullehrer und Nachrichtendienstler, der im Zweiten Weltkrieg wesentlich zu den alliierten Kriegsanstrengungen beigetragen hat.

## Leben
Frederick kam in der Lillie Road 378 im Londoner Stadtteil Fulham als zweites Kind und ältester von drei Söhnen des deutschstämmigen Ehepaars Johann Heinrich Harry Krott (1853/1854–1906) und seiner Frau Clara Jane Jenny zu Welt. Vor dem Zweiten Weltkrieg, in der Zeit zwischen 1922 und 1937, unterrichtete er als Dozent für deutsche Sprache und Literatur zunächst am University College London, dann an der University of Reading und schließlich am King’s College London, wo er im Jahr 1937 zum Professor für Germanistik ernannt wurde.
Während des Krieges (1939–1945) wurde er nach Bletchley Park (B.P.) abgestellt, der zentralen militärischen Dienststelle, die sich mit der Analyse und  Entzifferung des deutschen Nachrichtenverkehrs befasste. Als zivilem Mitarbeiter der Hut 3, im Rang eines Temporary Senior Assistant Officer (TSAO), gehörte es hier zu seinen Aufgaben, die von der Nachbarabteilung Hut 6 gebrochenen Funksprüche der Wehrmacht zu interpretieren, militärisch einzuordnen und ins Englische zu übersetzen. Besonders wichtig hierbei war, möglichst viel unverfälschte military intelligence aus der internen Kommunikation der Deutschen zu gewinnen. Dabei war „Bimbo“ auf die Luftwaffe spezialisiert und ein Experte für den Jargon und das Vokabular der damaligen deutschen Fliegersprache. Seine Ergebnisse gingen direkt in das britische Air Ministry an Reginald Victor Jones.

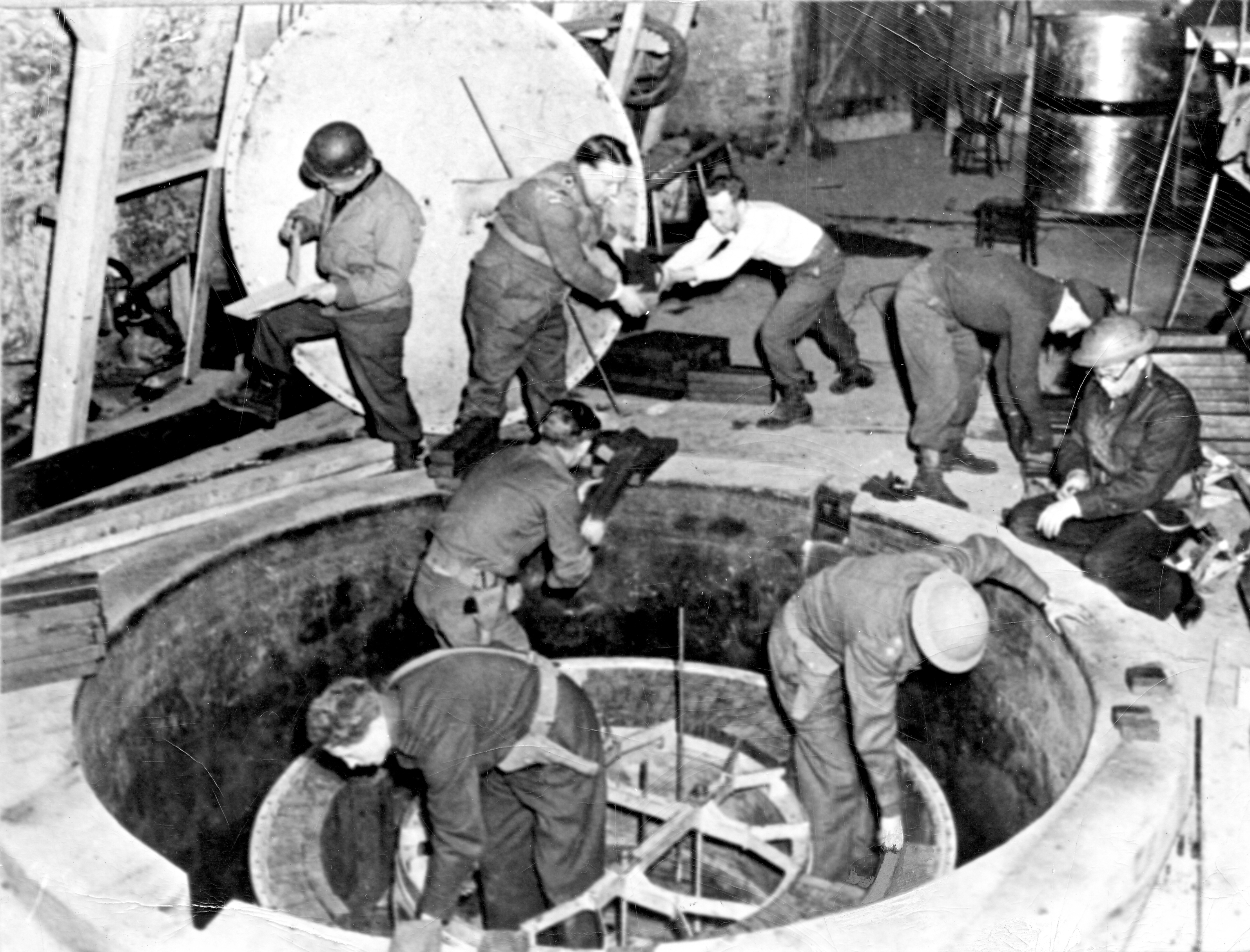
Frederick Norman (ganz rechts) beobachtet die Demontage des Uranreaktors Haigerloch (April 1945)

Aus entzifferten Funksprüchen der Luftwaffe, die die Briten unter dem Decknamen Brown zusammenfassten, erfuhren sie bereits 1940, als während der Luftschlacht um England (The Blitz) britische Städte bombardiert wurden, dass die deutschen Bomber mithilfe eines speziellen Funkleitstrahlsystems ins Ziel gelenkt wurden. Die Deutschen nannten es Knickebein. Bimbo Norman trug mit seiner Arbeit wesentlich zu dessen Aufklärung bei, was in der Folge den Briten erfolgreiche Gegenmaßnahmen erlaubte und so die Effizienz der deutschen Flächenbombardements erheblich verminderte.
Gegen Ende des Krieges war Frederick Norman an der alliierten Operation Epsilon beteiligt, eine verdeckte Operation im Rahmen der Alsos-Mission, deren Ziel es war, Kenntnis über den Stand der deutschen Kernphysik zu erlangen. Insbesondere wollten die Alliierten wissen, ob das Deutsche Reich in der Lage war, eine Atombombe zu bauen.
Nach dem Krieg arbeitete Frederick Norman bis 1965 weiterhin als Professor für Germanistik am King’s College in London. Im selben Jahr erhielt er den Friedrich-Gundolf-Preis der Deutschen Akademie für Sprache und Dichtung „… für seine großen Verdienste um die Erforschung und Verbreitung der deutschen Sprache und Literatur.“

## Schriften (Auswahl)
- Three Essays on the “Hildebrandslied”. Institute of Modern Languages Research, 1973, ISBN 0-85457-052-7.